# Christoph Sommer (Schauspieler)
Christoph Sommer (* 1. Dezember 1961 in Bern) ist ein Schweizer Schauspieler.

## Leben
Christoph Sommer wuchs in Bern auf. Seine Ausbildung zum Schauspieler, die er mit Diplom abschloss, absolvierte er von 1980 bis 1983 in der Theaterwerkstatt 1230 in Bern. Dort hatte er auch erste kleine Rollen, z. B. 1983 im Film Die schwarze Spinne von Mark Rissi. Danach hatte er seine ersten Engagements vor allem an Kleintheatern und bei freien Gruppen in der Schweiz. Daneben war er in der Ausbildung, Betreuung und Pflege von Menschen mit Behinderungen tätig. Im Jahre 1994 wurde er am Theater 1230 in Bern fest engagiert. Es folgten Engagements am Städtischen Kinder- und Jugendtheater in Krefeld, am Schauspielhaus Stuttgart, am Pfalztheater in Kaiserslautern, an der Komödie im Marquardt in Stuttgart, der Württembergischen Landesbühne Esslingen, dem Salzburger Landestheater und dem Theater am Schiffbauerdamm in Berlin. Seit 2010 ist Christoph Sommer festes Ensemblemitglied der Landesbühne Niedersachsen Nord in Wilhelmshaven.

## Theater (Auswahl)
- 1994: Stranitzky und der Nationalheld. Regie: Regina Christen
- 1995: Rip van Winkle (Bühnenfassung nach Max Frisch). Regie: Regina Christen
- 1995: Ein Sommernachtstraum. Regie: Inge Brand
- 1996: Der alte Zauberer. Regie: Regina Christen
- 1997: Barthli der Korber. Regie: Regina Christen
- 1997: Faust II. Regie: Eike Gramss
- 1998: Die Hundeblume. Regie: Rita Portmann
- 1998: Der Tod im Lindenbaum
- 1998: Dantons Tod. Regie: Gerd Heinz
- 1999: Crazy for You. Regie: Stefan Huber
- 1999: West Side Story. Regie: Stefan Huber
- 2000: Victor/Victoria
- 2000: Glaube Liebe Hoffnung
- 2001: Otello darf nicht platzen. Regie: Peter von Wiese
- 2001: Des Teufels General. Regie: Guido Huonder
- 2001: Die kleine Hexe. Regie: Gero Wachholz
- 2002: Die Dreigroschenoper
- 2002: Der zerbrochne Krug. Regie: Frank Hellmund
- Mitte 2000er Jahre: Mein Kampf. Regie: Johannes Zametzer
- 2009: Die Inselkomödie. Regie: Rolf Hochhuth
- 2010: Die Physiker
- 2011: Adam Schaf hat Angst. Regie: Ingo Putz[2]
- 2013: Ubu, König. Regie: Ingo Putz[3]
- 2017: Luther! Rebell wider Willen. Regie: Tatjana Rese
- 2018: Der Menschenfeind. Regie: Jan Steinbach
- 2018: Yvonne, Prinzessin von Burgund. Regie: Olaf Strieb
- 2018: Black Rider: The Casting of the Magic Bullets. Regie: Olaf Strieb[4]
- 2018: Die Nordsee. Regie: Sascha Bunge[5]
- 2019: Die Mausefalle. Regie: Franziska Ritter
- 2020: Mutter Courage und ihre Kinder. Regie: Sascha Bunge
- 2021: Der Fliegende Holländer. Regie: Sascha Bunge[6]
- 2022: Anatevka. Regie: Olaf Strieb[7]
- 2022: Hase Hase. Regie: Robert Teufel[8]
- 2022: Zeugin der Anklage. Regie: Nina Pichler[9]
- 2022: Hairspray. Regie: Olaf Strieb[10]
- 2023: Der kaukasische Kreidekreis. Regie: Sascha Bunge[11]
- 2023: The Addams Family. Regie: Olaf Strieb[12]
- 2024: Maria Stuart. Regie: Tim Egloff[13]
- 2024: Der unerwartete Gast. Regie: Christine Bossert[14]
- 2025: Die Stunde da wir nichts voneinander wussten. Regie: Olaf Strieb[15]

## Filmografie
- 2009: Flug in die Nacht. Regie: Till Endemann[16]
- 2002: Bürgerbüro (SF1 Sitcom)[17]